# Линдтберг, Леопольд
Леопольд Ли́ндтберг (нем. Leopold Lindtberg; настоящая фамилия — Лембергер (нем. Lemberger); 1 июня 1902, Вена — 18 апреля 1984, Зильс-им-Энгадин) — швейцарский режиссёр театра и кино.

## Биография
Родился в Вене в еврейской семье. Начал работать в театре в Германии, но с приходом к власти национал-социалистов был вынужден эмигрировать. С 1933 года жил и работал в Швейцарии, был режиссёром Цюрихского драматического театра. Поставил 31 фильм, становился лауреатом «Гран-при» (главного приза) Каннского кинофестиваля (за фильм «Последний шанс», 1945) и «Золотого медведя» Берлинского кинофестиваля (фильм «Четверо в джипе», 1951).

## Фильмография
- 1932: Wenn zwei sich streiten
- 1935: Jä-soo!
- 1938: Füsilier Wipf
- 1939: Вахмистр Штудер / Wachtmeister Studer
- 1939: Der schönste Tag meines Lebens
- 1940: Die missbrauchten Liebesbriefe
- 1941: Landammann Stauffacher
- 1942: Der Schuss von der Kanzel
- 1944: Мария-Луиза / Marie-Louise
- 1945: Последний шанс / Die letzte Chance
- 1947: Matto regiert
- 1949: Швейцарский тур / Swiss Tour
- 1950: Die Vier im Jeep
- 1953: Unser Dorf
- 1958: Vorposten der Zivilisation